# Убити птицу ругалицу (филм)
Убити птицу ругалицу (енгл. To Kill a Mockingbird) је амерички драмски филм из 1962. године, режисера Роберта Малигана. Сценарио Хортона Фута заснован је на истоименом роману Харпер Ли из 1960. године, награђеним Пулицеровом наградом. Главне улоге тумаче Грегори Пек, Мери Бедам, Филип Алфорд, Џон Мења, Рут Вајт, Пол Фикс, Брок Питерс и Френк Овертон. У овом филму су дебитовали Роберт Дувал, Вилијам Виндом и Алис Гостли.
Наишао је на изузетно позитиван пријем и код критичара и код јавности; остварио је комерцијални успех, са зарадом која је више од шест пута премашила буџет. Филм је освојио три Оскара, укључујући онај за најбољег глумца (Пек), а укупно је био номинован за осам, укључујући оног за најбољи филм.
Године 1995, Конгресна библиотека је одабрала филм за чување у Националном регистру филмова због „културолошког, историјског или естетског значаја”. Амерички филмски институт (АФИ) је 2003. године прогласио Атикуса Финча за највећег филмског хероја 20. века. Године 2007. филм се нашао на 25. месту на АФИ-овој листи најбољих америчких филмова свих времена поводом 10. годишњице. Британски филмски институт га је 2020. уврстио на своју листу 50 филмова које треба да видите до 15. године. Филм је рестауриран и објављен на Blu-ray и DVD форматима 2012. године, у част 100. годишњице студија Universal Pictures.

## Радња
Филм приповеда одрасла Џин Луиз „Скаут” Финч. Млада Скаут и њен старији брат Џем живе у измишљеном граду Мејкомбу у Алабами, почетком 1930-их. Упркос скромним приходима породице, деца уживају у срећном детињству, а о њима брину њихов отац удовац Атикус Финч и породична домаћица црнкиња Калпурнија. Током лета, Џем, Скаут и њихов пријатељ Дил играју се заједно и често траже Артура „Буа” Редлија, чудног, повученог комшију који живи са својим братом Нејтаном. Деца никада нису видела Буа, који ретко излази из куће. У различитим приликама, Џем проналази мале предмете остављене унутар чвора на дрвету на имању Редлијевих. Они укључују сломљени џепни сат, стару медаљу за такмичење у спеловању, џепни нож, као и две изрезбарене фигуре од сапуна које личе на Џема и Скаут.
Атикус, адвокат, чврсто верује да сви људи заслужују исти третман, у окретање другог образа и у одбрану онога у шта верују. Многи Атикусови клијенти су сиромашни фармери који плаћају његове правне услуге трговином, често му остављајући свеже производе, дрва за огрев и сличне ствари. Атикусов адвокатски посао често излаже Скаут и Џема градском расизму, погоршаним сиромаштвом. Као резултат тога, деца брже сазревају.
Атикусу је додељено да брани Тома Робинсона, црнца оптуженог за силовање белкиње, Мејеле Јуел. Атикус прихвата случај, повећавајући тензије у граду и узрокујући да Џем и Скаут доживе исмевање у школи. Једне вечери пре суђења, док Атикус седи испред локалног затвора да би заштитио Робинсона, стиже руља која жели да га линчује. Скаут, Џем и Дил неочекивано прекидају сукоб. Скаут, несвесна сврхе руље, препознаје господина Канингема и замоли га да поздрави његовог сина Волтера, њеног друга из разреда. Канингему постаје непријатно, а руља се разилази.
На суђењу се наводи да је Робинсон ушао на имање Јуелових на Мејелин захтев да развали стари орман, као и да је Мејела показивала знаке да је претучена отприлике у то време. Један од Атикусових одбрамбених аргумената је да је Робинсонова лева рука онеспособљена због несреће на фарми пре много година, а да је наводни силоватељ ударио Мејелу управо левом руком пре него што ју је силовао. Атикус је приметио да је Мејелин отац, Боб Јуел, леворук, што имплицира да је истукао Мејелу јер ју је ухватио како заводи младог црнца (Робинсона). Атикус такође наводи да Мејелу никада није прегледао лекар након наводног напада. Заузимајући свој став, Робинсон пориче да је напао Мејелу, али наводи да га је она пољубила против његове воље. Он сведочи да је раније помагао Мејели у разним пословима на њен захтев, јер му је било жао ње – ове речи изазивају брзу, негативну реакцију тужиоца.
У својој завршној тези, Атикус тражи од белаца да одбаце своје предрасуде и фокусирају се на Робинсонову очигледну невиност. Међутим, Робинсон је проглашен кривим. Док Атикус излази из суднице, црнци који су посматрали суђење на балкону устају да покажу своје поштовање и уважавање.
Када Атикус стигне кући, шериф Тејт га обавештава да је Робинсон убијен током пребацивања у затвор, очигледно док је покушавао да побегне. Атикус, у пратњи Џема, одлази у Робинсонов дом да пренесе вести о његовој смрти. Боб Јуел се појављује и пљује Атикусу у лице.
Јесен стиже, а Скаут и Џем присуствују вечерњем школском такмичењу у којем Скаут носи костим шунке. Након такмичења, Скаут не може да пронађе своју хаљину и ципеле, што је приморава да оде кући са Џемом у костиму. Док иду кроз шуму, Скаут и Џем бивају нападнути. Скаутин гломазан костим је штити, али ограничава њен видокруг. Нападач онесвести Џема, али њега самог напада (и убија) други човек кога Скаут није видела. Скаут бежи из њеног костима и види другог човека како носи Џема према њиховој кући. Скаут их прати и трчи у загрљај избезумљеног Атикуса. Још увек без свести, Џему је сломљена рука, а лечи је доктор Рејнолдс.
Скаут говори шерифу Тејту и свом оцу шта се догодило, а затим примећује чудног човека иза врата Џемове спаваће собе. Атикус упознаје Скаут са Артуром Редлијем, кога познаје као Буа. Бу је био тај који је спасао Џема и Скаут, савладавши Боба Јуела и одневши Џема кући. Шериф извештава да је Јуел, очигледно желећи освету што га је Атикус понизио на суду, пронађен мртав на месту напада. Атикус погрешно претпоставља да је Џем убио Јуела у самоодбрани, али шериф Тејт схвата истину – Бу је убио Јуела бранећи децу. У његовом званичном извештају биће наведено да је Јуел умро приликом пада на нож. Он одбија да одвуче стидљивог, интровертног Буа у центар пажње због његовог херојства, инсистирајући да би то био грех. Док Скаут прати Буа кући, она исказује запањујуће зрелу аналогију: поредећи нежељену пажњу јавности која би била заокупљена Буом, са убиством птице ругалице, птице која само пева.

## Улоге
| Глумац         | Улога                     |
| -------------- | ------------------------- |
| Грегори Пек    | Атикус Финч               |
| Мери Бедам     | Скаут                     |
| Филип Алфорд   | Џем                       |
| Џон Мења       | Чарлс Бејкер „Дил” Харис  |
| Френк Овертон  | шериф Хек Тејт            |
| Роузмери Мерфи | Моди Аткинсон             |
| Рут Вајт       | госпођа Дубоз             |
| Брок Питерс    | Том Робинсон              |
| Естел Еванс    | Калпурнија                |
| Пол Фикс       | судија Џон Тејлор         |
| Колин Вилкокс  | Мејела Вајолет Јуел       |
| Џејмс Андерсон | Роберт Е. Ли „Боб” Јуел   |
| Алис Гостли    | Стефани Крофорд           |
| Роберт Дувал   | Артур „Бу” Редли          |
| Вилијам Виндом | Хорас Гилмер              |
| Крахан Дентон  | Волтер Канингем           |
| Ричард Хејл    | Нејтан Редли              |
| Ким Стенли     | нараторка (одрасла Скаут) |

### Кастинг
Џејмс Стјуарт је одбио улогу Атикуса Финча, сматрајући да је прича превише контроверзна. Студио је понудио улогу Року Хадсону када је пројекат први пут ушао у развој, али продуцент Алан Џеј Пакула је желео већу звезду.

## Продукција
Продуценти су хтели да за сет искористе родни град Харпер Ли, Монровил, Алабама. Харпер Ли је своја искуства из детињства у Монровилу искористила као основу за измишљени град Мејкомб, па се чинило да би то било најбоље место. Међутим, град се значајно променио између 1920-их и раних 1960-их, тако да су уместо тога направили сет у Холивуду.
Стара зграда суда округа Монро у Монровилу коришћена је као модел за филмски сет јер нису могли да користе судницу због лошег квалитета звука у тој згради. Тачност реконструисане зграде суда у Холивуду навела је многе Алабамце да верују да је филм сниман у Монровилу. Стара судница у округу Монро је сада позориште где се изводе многе представе инспирисане овим филмом, као и музеј посвећен вишеструким ауторима из Монровила.

## Музика
Партитура Елмера Бернштајна за овај филм сматра се једном од најбољих филмских музика и снимана је три пута. Први пут је објављена у априлу 1963. на Ави; затим ју је Бернштајн поново снимио 1970-их за своју серију Филмске музичке колекције; и коначно, снимио је комплетну партитуру (испод) 1996. са Краљевским шкотским националним оркестром за серију Varèse Sarabande.
1. "Main Title" – 3:21
2. "Remember Mama" – 1:08
3. "Atticus Accepts The Case – Roll in the Tire" – 2:06
4. "Creepy Caper – Peek-A-Boo" – 4:10
5. "Ewell's Hatred" – 3:33
6. "Jem's Discovery" – 3:47
7. "Tree Treasure" – 4:23
8. "Lynch Mob" – 3:04
9. "Guilty Verdict" – 3:10
10. "Ewell Regret It" – 2:11
11. "Footsteps in the Dark" – 2:07
12. "Assault in the Shadows" – 2:28
13. "Boo Who" – 3:00
14. "End Title" – 3:25

## Пријем
Филм је добио широко признање критике. Тренутно држи рејтинг одобравања од 93% на сајту Rotten Tomatoes, на основу 67 рецензија, са просечном оценом од 8,9/10. Критички консензус сајта гласи: „Убити птицу ругалицу је уџбенички пример како је филм са поруком урађен исправно – трезвено и озбиљно, али никада не дозвољавајући својој друштвеној савести да стане на пут озбиљној драми.” Metacritic је, користећи пондерисани просек, доделио филму оцену 88 од 100 на основу 16 критичара, што означава „универзално признање”. Према критичару Бозлију Краутеру:
Сценарио Хортона Фута и режија господина Малигана можда не продиру толико дубоко, али дозвољавају господину Пеку, младој госпођици Бедам и господину Алфорду да осликавају дивне ликове. Шармантна глума оца и његове деце у тој блиској вези, која се може десити само у једном кратком периоду, вредна је целог филма. Роузмери Мерфи као комшиница, Брок Питерс као црнац на суђењу и Френк Овертон као проблематични шериф такође су добри као локални ликови. Џејмс Андерсон и Колин Вилкокс као јужњачки фанатици су скоро карикатуре. Али то су мањи недостаци у награђиваном филму.
Роџер Иберт из новина Chicago Sun-Times критиковао је филм зато што се мање фокусира на црнце, осуђујући клише поштеног, белог човека који се залаже за беспомоћног црнца:
Филм изражава либералну побожност једног невинијег времена, раних 1960-их, и врло благо третира стварност малог града у Алабами 1930-их. Једна од најдраматичнијих сцена приказује линч руљу која се суочава са Атикусом, који је сасвим сам на степеницама затвора ноћ пре суђења Тому Робинсону. Руља је наоружана и спремна да провали и обеси Робинсона, али Скаут упада на сцену, препознаје сиромашног фармера са којим се њен отац спријатељио и срамоти њега (и све остале људе) да оду. Њен говор је прорачуната стратешка вежба, маскирана у невине речи детета; један снимак њених очију показује да тачно схвата шта ради. Да ли је дете могло да одбије линч руљу у то време, на том месту? Није ли лепо тако мислити.
Волт Дизни је затражио да филм буде приватно приказан у његовој кући. На крају филма, Дизни је са жаљењем изјавио: „Ово је био ђаволски добар филм. Волео бих да могу да снимим такав филм.”
У ретроспективној рецензији, америчка филмска критичарка Полин Кејл тврди да је, када је Грегори Пек добио Оскара за најбољег глумца:
... било доста исмевања широм земље: Пек је био бољи него иначе, али на исти виртуелно досадан начин. (Постојала је сумња да је Пек награђен зато што је овај мирољубиви адвокат убио побеснелог пса и бранио невиног црнца оптуженог да је силовао белкињу.)
Пеков наступ постао је синоним за улогу и лик Атикуса Финча. Продуцент Алан Џеј Пакула се сећа тренутка када му се Пек обратио поводом улоге: „Одмах се јавио. Није се ни двоумио. […] Морам рећи да овај човек и лик који је играо нису били различити”. Пек је касније у интервјуу рекао да га је та улога привукла јер га је књига подсетила на одрастање у Ла Холи у Калифорнији. „Једва да прође дан а да не помислим колико сам имао среће што сам добио улогу у том филму”, рекао је Пек у једном интервјуу 1997. године. „Недавно сам седео на вечери поред жене која га је погледала када је имала 14 година и рекла је да јој је филм променио живот. Стално слушам такве ствари”. Издање романа у меком повезу из 1962. године почиње предговором:
„Јужњачки град Мејкомб, Алабама, подсећа ме на калифорнијски град у којем сам одрастао. Ликови романа су попут људи које сам познавао као дечак. Мислим да је можда велика привлачност романа то што читаоце свуда подсећа на особе или град који су познавали. То је за мене универзална прича – дирљива, страствена и испричана са великим хумором и нежношћу.” Грегори Пек.
Харпер Ли, у белешкама написаним за ДВД издање филма, изјавила је:
„Када сам сазнала да ће Грегори Пек играти Атикуса Финча у филмској адаптацији Убити птицу ругалицу, била сам, наравно, одушевљена: ево једног доброг глумца који је снимио сјајне филмове – шта би више писац могао да тражи? ... Године су ми одале његову тајну. Када је играо Атикуса Финча, глумио је самог себе, а време нам је свима рекло нешто више: када је играо себе, дирнуо је свет”.
Након Пекове смрти 2003. године, Брок Питерс, који је играо Тома Робинсона у филмској верзији, цитирао је Харпер Ли на Пековој комеморацији, рекавши: „Атикус Финч му је дао прилику да игра самог себе.” Питерс је завршио свој хвалоспев рекавши: „Мом пријатељу Грегорију Пеку, мом пријатељу Атикусу Финчу, vaya con Dios.” Питерс се сетио улоге Тома Робинсона када је додао: „То је свакако једно од мојих најпоноснијих достигнућа у животу, једно од најсрећнијих учешћа у филму или позоришту које сам доживео”. Питерс је остао пријатељ не само са Пеком већ и са Мери Бедам током свог живота.
Сам Пек је признао да га многи људи више повезују са овим филмом него са било којим другим остварењем на којем је икада радио.

## Награде и почасти
| Награда                                         | Категорија                                         | Номиновани                                         | Резултат   |
| ----------------------------------------------- | -------------------------------------------------- | -------------------------------------------------- | ---------- |
| Оскар                                           | Најбољи филм                                       | Алан Џеј Пакула                                    | Номинација |
| Оскар                                           | Најбољи режисер                                    | Роберт Малиган                                     | Номинација |
| Оскар                                           | Најбољи глумац                                     | Грегори Пек                                        | Освојено   |
| Оскар                                           | Најбоља споредна глумица                           | Мери Бедам                                         | Номинација |
| Оскар                                           | Најбољи адаптирани сценарио                        | Хортон Фут                                         | Освојено   |
| Оскар                                           | Најбоља сценографија – црно-бела                   | Александар Голицен, Хенри Бамстед и Оливер Емерт   | Освојено   |
| Оскар                                           | Најбоља фотографија – црно-бела                    | Расел Харлан                                       | Номинација |
| Оскар                                           | Најбоља оригинална музика                          | Елмер Бернштајн                                    | Номинација |
| Награде америчких биоскопских монтажера         | Најбоље монтирани филм                             | Арон Стел                                          | Номинација |
| Награде БАФТА                                   | Најбољи филм                                       | Најбољи филм                                       | Номинација |
| Награде БАФТА                                   | Најбољи страни глумац                              | Грегори Пек                                        | Номинација |
| Кански филмски фестивал                         | Златна палма                                       | Роберт Малиган                                     | Номинација |
| Кански филмски фестивал                         | Награда Гери Купер                                 | Роберт Малиган                                     | Освојено   |
| Награде Давид ди Донатело                       | Најбољи страни глумац                              | Грегори Пек                                        | Освојено   |
| Награда Удружења режисера Америке               | Најбоље режирани филм                              | Роберт Малиган                                     | Номинација |
| Награде Златни глобус                           | Најбољи филм – драма                               | Најбољи филм – драма                               | Номинација |
| Награде Златни глобус                           | Најбољи глумац – драма                             | Грегори Пек                                        | Освојено   |
| Награде Златни глобус                           | Најбољи режисер                                    | Роберт Малиган                                     | Номинација |
| Награде Златни глобус                           | Најбоља оригинална музика                          | Елмер Бернштајн                                    | Освојено   |
| Награде Златни глобус                           | Најбољи филм који промовише међународно разумевање | Најбољи филм који промовише међународно разумевање | Освојено   |
| Награде Ловор                                   | Најбоље остварење                                  | Најбоље остварење                                  | Освојено   |
| Награде Ловор                                   | Најбољи глумац                                     | Грегори Пек                                        | Номинација |
| Награде Ловор                                   | Најбоља споредна глумица                           | Мери Бедам                                         | Номинација |
| Национални одбор за презервацију филмова        | Национални регистар филмова                        | Национални регистар филмова                        | Укључен    |
| Награда Удружења њујоршких филмских критичара   | Најбољи филм                                       | Најбољи филм                                       | Номинација |
| Награда Удружења њујоршких филмских критичара   | Најбољи сценарио                                   | Хортон Фут                                         | Номинација |
| Награде онлајн филмског и телевизијског друштва | Галерија славних – филмови                         | Галерија славних – филмови                         | Освојено   |
| Златни ловор                                    | Галерија славних – филмови                         | Алан Џеј Пакула                                    | Освојено   |
| Награде Удружења сценариста Америке             | Најбоље написана америчка драма                    | Хортон Фут                                         | Освојено   |

Године 1995. Конгресна библиотека је одабрала филм за чување у Националном регистру филмова Сједињених Држава због „културолошког, историјског или естетског значаја”. Роберт Дувал је овим филмом дебитовао на великом платну, у улози несхваћеног повученог Буа Редлија. Дувал је изабран по препоруку сценаристе Хортона Фута, који га је упознао у једном позоришту у Њујорку, где је Дувал глумио у продукцији Футове представе The Midnight Caller из 1957. године.
Године 2007. Хамилтонова је одликована од стране заједнице Харлема за своју улогу у филму. Била је последња преживела одрасла Афроамериканка која је учествовала у филму. Када су јој рекли за награду, изјавила је: „Мислим да је сјајна. Веома сам задовољна и веома сам изненађена”.
Амерички филмски институт (АФИ) прогласио је Атикуса Финча за највећег филмског хероја 20. века. Поред тога, АФИ је филм поставио на друго место своје листе 100 година АФИ-ја... 100 инспирација, иза филма Диван живот. Филм је био рангиран на 34. месту листе 100 година АФИ-ја... 100 филмова, али се попео на 25. место исте листе поводом 10. годишњице. У јуну 2008, АФИ је открио својих десет топ десет филмова — десет најбољих филмова у десет „класичних” америчких филмских жанрова — након анкетирања преко 1.500 људи из креативне заједнице Убити птицу ругалицу је проглашен за најбољи филм у жанру судске драме.
Листе Америчког филмског института:
- 100 година АФИ-ја... 100 филмова – #34
- 100 година АФИ-ја... 100 хероја и негативаца:
  - Атикус Финч – Херој #1
- 100 година АФИ-ја... 100 филмских цитата:
  - „Устаните госпођице Џин Луиз. Ваш отац пролази.” – номинован[45]
  - „Никада заиста не разумете особу док не размотрите ствари из њене тачке гледишта, док се не увучете у њену кожу и не ходате у њој.” – номинован[45]
- 100 година АФИ-ја... 100 филмских музика – #17
- 100 година АФИ-ја... 100 инспирација – #2
- 100 година АФИ-ја... 100 филмова (10. годишњица) – #25
- АФИ-јевих 10 топ 10 – Судска драма #1